# Bobby Bell
Robert Lee Bell Jr (Shelby, 17 giugno 1940) è un ex giocatore di football americano statunitense, inserito nella Pro Football Hall of Fame nel 1983.

## Carriera
La carriera di Bobby Bell ad alto livello iniziò nella University of Minnesota, ottenendo anche un Outland Trophy nel 1962.
Al termine della carriera universitaria, Bell venne scelto, anche se non in posizioni di rilievo, nel draft del 1963 sia della NFL che della AFL.
La sua scelta cadde sui Kansas City Chiefs, all'epoca nella AFL, squadra con la quale svolse tutta la sua carriera, durata 12 stagioni.
Bobby Bell era un giocatore piuttosto eclettico, ricoprendo nei Chiefs due ruoli difensivi, quello di  linebacker e quello di defensive end, dopo che nelle scuole superiori aveva giocato addirittura in attacco nel ruolo di quarterback. Grazie alla sua buona struttura fisica, era un giocatore piuttosto veloce sul breve, a cui viene attribuito un tempo non ufficiale di 4"5 sulle 40 yards ad ostacoli.

## Palmarès
Tra i numerosi riconoscimenti a livello individuale, si ricordano:
- 9 convocazioni per il Pro Bowl, ininterrottamente dal 1964 al 1972
- 9 selezioni nell'All-Pro Team, ininterrottamente dal 1964 al 1972
- Inserito nella formazione ideale della NFL degli anni 1970
- Inserito nella formazione ideale di tutti i tempi della AFL
- Inserito nella formazione ideale del 100º anniversario della National Football League
- Inserito nella Hall of Fame di tutti gli sport della Carolina del Nord
- Classificato al #69 tra i migliori cento giocatori di tutti i tempi da NFL.com

## Statistiche
- Intercetti: 26
- Yards guadagnate su ritorno di intercetto: 479
- Touchdown su ritorno di intercetto: 6
- Recuperi di fumble: 15
- Yards guadagnate su recuperi di fumble: 22
- Touchdown su ritorno di fumble: 2

Realizzò inoltre un touchdown sull'unico ritorno di kickoff effettuato in carriera, per 53 yards